# 편견

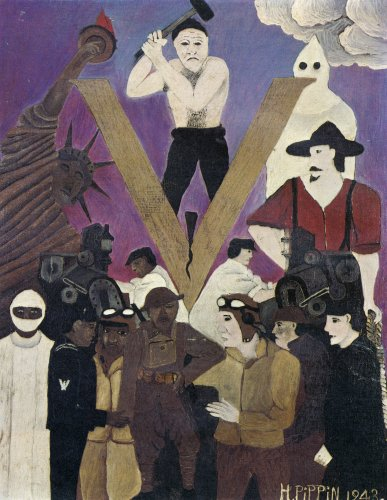

편견(偏見)은 정서적으로 특정인의 사회 집단 소속에 기반하여 느끼는 감정이다. 이 단어는 흔히 정치적 성향, 성, 젠더, 성정체성, 믿음, 가치, 사회 계급, 우정, 나이, 장애, 종교, 성적 지향, 인종, 민족성, 언어, 국적, 문화, 피부색, 미, 키, 체중, 직업, 부, 교육, 범죄성, 스포츠 팀 소속, 음악 취향 또는 기타 인지된 특성과 같이 그 사람의 인지된 개인적 특성에 기초하여 다른 사람을 미리 (대개 불리하게) 평가하거나 분류하는 것을 지칭하는 데 사용된다.
"편견"이라는 단어는 또한 근거 없는 또는 상자에 박힌 믿음을 지칭할 수도 있으며, "합리적인 영향에 비정상적으로 저항하는 모든 불합리한 태도"에 적용될 수 있다. 고든 올포트는 편견을 "실제 경험에 앞서거나 실제 경험에 기반하지 않은 사람이나 사물에 대한 호의적이거나 비호의적인 감정"으로 정의했다. 오스테드 (2015)는 편견을 "상징적 전이", 즉 가치 지향적 의미 내용을 사회적으로 형성된 범주로, 그리고 그 범주에 속한다고 여겨지는 개인들에게 전이하는 것, 변화에 대한 저항, 그리고 과잉 일반화로 특징짓는다.
유엔 세계화, 문화 및 이동성 연구소는 편견이 일부 인구를 희생양 삼고 다른 인구에게 폭력적인 행동을 저지르도록 선동하는 데 사용되기 때문에 세계 안보 위협으로 간주하는 연구를 강조했으며, 이것이 개인, 국가, 국제 사회를 어떻게 위험에 빠뜨릴 수 있는지에 대해 밝혔다.

## 어원
"prejudice"라는 단어는 중세 영어에서 약 1300년부터 사용되었다. 이 단어는 고대 프랑스어 단어 "préjudice"에서 유래했으며, 이는 라틴어 "praeiūdicium"에서 유래했고, 다시 "prae"(이전)와 "iūdicium"(판단)에서 왔다.

## 역사적 접근법
편견에 대한 최초의 심리학 연구는 1920년대에 수행되었다. 이 연구는 백인 우월주의를 증명하려고 시도했다. 1925년 인종에 대한 73개 연구를 검토한 한 기사는 이 연구들이 "백인종의 정신적 우월성을 보여주는 것 같았다"고 결론 내렸다. 이러한 연구들은 다른 연구들과 함께 많은 심리학자들이 편견을 열등하다고 여겨지는 인종에 대한 자연스러운 반응으로 간주하게 만들었다.
1930년대와 1940년대에 나치 이데올로기로 인한 반유대주의에 대한 우려가 커지면서 이러한 관점이 변화하기 시작했다. 당시 이론가들은 편견을 병리적인 것으로 보았고, 따라서 인종 차별과 관련된 성격 증후군을 찾았다. 테오도어 아도르노는 편견이 권위주의 인격에서 비롯된다고 믿었다. 그는 권위주의적 성격을 가진 사람들이 낮은 지위의 집단에 대해 편견을 가질 가능성이 가장 높다고 믿었다. 그는 권위주의자들을 "권위에 복종하고, 세상을 흑백으로 보며, 사회적 규칙과 위계질서를 엄격히 준수하는 경직된 사고를 가진 사람들"이라고 묘사했다.
1954년, 고든 올포트는 그의 고전적인 저서 《편견의 본질》에서 편견을 범주적 사고와 연결시켰다. 올포트는 편견이 인간에게 자연스럽고 정상적인 과정이라고 주장했다. 그에 따르면, "인간의 마음은 범주의 도움을 받아 생각해야 한다... 일단 형성되면, 범주는 정상적인 사전 판단의 기초가 된다. 우리는 이 과정을 피할 수 없다. 질서 있는 삶은 그것에 달려 있다." 그의 책에서 그는 접촉 가설의 중요성을 강조한다. 이 이론은 다른 (민족) 집단 간의 접촉이 그 집단에 대한 편견을 줄일 수 있다고 주장한다. 올포트는 그러한 접촉이 발생하는 상황의 중요성을 인정한다. 그는 긍정적인 접촉을 촉진하고 편견을 줄이기 위해 조건을 붙였다.
1970년대에 연구는 편견이 다른 집단에 대한 부정적인 감정보다는 자신의 집단에 대한 편애에 기반하는 경향이 있음을 보여주기 시작했다. 마릴린 브루어에 따르면, 편견은 "외집단이 미움받기 때문이 아니라, 존경, 동정, 신뢰와 같은 긍정적인 감정이 내집단을 위해 보류되기 때문에 발전할 수 있다."
1979년, 토마스 페티그루는 궁극적 귀인 오류와 그것이 편견에 미치는 역할을 설명했다. 궁극적 귀인 오류는 내집단 구성원이 "(1) 외집단의 부정적인 행동을 기질적 원인으로 귀인하고 (동일한 내집단 행동보다 더 많이), (2) 외집단의 긍정적인 행동을 다음 중 하나 이상의 원인으로 귀인할 때 발생한다: (a) 우연 또는 예외적인 경우, (b) 운 또는 특별한 이점, (c) 높은 동기 부여 및 노력, (d) 상황적 요인"이다.
영-브루엘 (1996)은 편견을 단수로 취급할 수 없다고 주장했다. 오히려 다른 성격 유형의 특징인 여러 편견에 대해 이야기해야 한다고 했다. 그녀의 이론은 편견을 사회적 방어로 정의하며, 주로 반유대주의와 관련된 강박적 성격 구조, 주로 인종차별과 관련된 히스테리적 성격, 그리고 성차별과 관련된 자기애적 성격을 구별한다.

## 현대 이론 및 경험적 발견
외집단 동질성 효과는 외집단 구성원이 내집단 구성원보다 더 유사하게(동질적으로) 인식되는 현상이다. 사회 심리학자 쿼트론과 존스는 라이벌 학교인 프린스턴 대학교와 럿거스 대학교 학생들을 대상으로 이를 시연하는 연구를 수행했다. 각 학교의 학생들은 청각 인지 연구를 위해 특정 유형의 음악을 선택하는 다른 학교 학생들의 비디오를 보았다. 그리고 참가자들은 비디오에 찍힌 학생들의 동급생 중 몇 퍼센트가 같은 것을 선택할지 추측하도록 요청받았다. 참가자들은 내집단 구성원보다 외집단 구성원(라이벌 학교) 사이에서 훨씬 더 큰 유사성을 예측했다.
편견의 정당화-억압 모델은 크리스찬 크랜달과 에이미 에쉴먼이 만들었다. 이 모델은 사람들이 편견을 표현하려는 욕구와 긍정적인 자아개념을 유지하려는 욕구 사이의 갈등에 직면한다고 설명한다. 이 갈등은 사람들이 외집단을 싫어하는 것에 대한 정당성을 찾고, 그 정당성을 사용하여 외집단에 대한 혐오감을 행동으로 옮길 때 자신에 대한 부정적인 감정(인지부조화)을 피하게 만든다.
현실적 갈등 이론은 제한된 자원 간의 경쟁이 부정적인 편견과 차별을 증가시킨다고 주장한다. 이는 자원이 중요하지 않을 때도 나타날 수 있다. 로버스의 동굴 실험에서, 작은 상품을 위한 스포츠 경기가 끝난 후 두 여름 캠프 사이에 부정적인 편견과 적대감이 형성되었다. 두 경쟁 캠프가 공동의 목표를 달성하기 위해 과제에서 협력해야 했을 때 적대감은 줄어들었다.
또 다른 현대 이론은 월터 G. 스테판이 개발한 통합 위협 이론 (ITT)이다. 이 이론은 현실적 갈등 이론과 상징적 인종차별 등 편견 및 내집단/외집단 행동에 대한 여러 심리학적 설명을 기반으로 구축되었다. 또한 사회 정체성 이론의 관점을 그 타당성의 기초로 사용한다. 즉, 개인은 집단 구성원 자격이 개인 정체성의 일부를 형성하는 집단 기반 맥락에서 작동한다고 가정한다. ITT는 개인이 외집단을 어떤 식으로든 위협적이라고 인식할 때 외집단 편견과 차별이 발생한다고 주장한다. ITT는 네 가지 위협을 정의한다.
- 현실적 위협
- 상징적 위협
- 집단 간 불안
- 부정적 고정관념

현실적인 위협은 천연자원 경쟁이나 수입 위협과 같이 구체적이다. 상징적인 위협은 집단 간 문화적 가치의 인지된 차이나 인지된 권력 불균형(예: 내집단이 외집단의 종교를 자신들의 종교와 양립할 수 없다고 인식하는 것)에서 발생한다. 집단 간 불안은 외집단이나 외집단 구성원 앞에서 느끼는 불안감으로, 다른 집단과의 상호작용이 부정적인 감정을 유발하기 때문에 위협이 된다(예: 편안한 상호작용에 대한 위협). 부정적인 고정관념도 마찬가지로 위협이다. 즉, 개인은 인지된 고정관념에 따라 외집단 구성원으로부터 부정적인 행동을 예상한다(예: 외집단이 폭력적이라는 것). 종종 이러한 고정관념은 두려움이나 분노와 같은 감정과 관련되어 있다. ITT는 집단 간 불안과 부정적인 고정관념을 위협 유형으로 포함함으로써 다른 위협 이론과 차별화된다.
또한, 사회 지배 이론은 사회를 집단 기반 계층으로 볼 수 있다고 주장한다. 주택이나 고용과 같은 희소 자원을 놓고 경쟁할 때, 지배 집단은 다른 집단에 대한 자신들의 지배적 위치를 도덕적, 지적으로 정당화하고 제한된 자원에 대한 자신들의 주장을 정당화하기 위해 편견적인 "정당화 신화"를 만들어낸다. 차별적인 고용 관행이나 편향된 능력주의 규범과 같은 정당화 신화는 이러한 편견적인 계층을 유지하는 데 기여한다.
편견은 우울증의 주요 원인이 될 수 있다. 이는 타인의 편견의 대상이 되는 편견의 희생자이거나, 자신에 대한 편견으로 인해 우울증을 겪는 사람에게서 발생할 수 있다.
폴 블룸은 편견이 비합리적이고 끔찍한 결과를 초래할 수 있지만, 이는 자연스러운 것이며 종종 매우 합리적이라고 주장한다. 이는 편견이 이전 경험에 기반하여 사물과 사람을 범주화하려는 인간의 경향에 기반을 두기 때문이다. 이는 사람들이 해당 범주에 대한 이전 경험을 바탕으로 범주 내의 사물에 대해 예측을 하며, 그 결과 예측이 대개 정확하다는 것을 의미한다(항상 그런 것은 아니지만). 블룸은 이러한 범주화 및 예측 과정이 생존과 정상적인 상호 작용에 필수적이라고 주장하며, 윌리엄 해즐릿의 말을 인용한다: "편견과 습관의 도움이 없다면, 나는 방을 가로지를 수도, 어떤 상황에서 어떻게 행동해야 할지도, 삶의 어떤 관계에서 무엇을 느껴야 할지도 알 수 없을 것이다."
최근 몇 년 동안 연구자들은 편견에 대한 연구가 전통적으로 너무 좁았다고 주장해 왔다. 편견이 한 집단의 구성원에 대한 부정적인 정서로 정의되는 만큼, 편견이 허용되는 많은 집단(예: 강간범, 가족을 버린 남자, 소아성애자, 신나치주의자, 음주 운전자, 새치기하는 사람, 살인자 등)이 있지만, 이러한 편견은 연구되지 않는다고 주장한다. 연구자들이 편견에 대한 기술적인 접근 방식보다는 평가적인 접근 방식에 너무 집중하여, 편견의 대상을 부당한 대우를 받는다고 간주되는 집단으로 제한하고, 연구자들이 정당하거나 마땅히 편견을 받아야 한다고 간주하는 집단은 간과된다고 지적되어 왔다. 그 결과, 편견의 범위가 연구에서 확장되기 시작하여 심리적 특성과 편견 사이의 관계를 보다 정확하게 분석할 수 있게 되었다.
일부 연구자들은 편견을 단순히 편향된 심리적 메커니즘이 아닌 집단적 가치의 관점에서 이해해야 한다고 주장해왔다. 여기에는 일반 사람들이 편견을 무엇으로 생각하는지에 대한 다른 개념들도 포함된다. 이는 편견이 작동화된 방식이 심리적 정의와 맞지 않고, 실제로 이를 증명하지 않고도 믿음이 잘못되었거나 부당하다고 지적하는 데 종종 사용되기 때문이라는 우려 때문이다.
일부 연구는 다크 트라이아드 성격 특성(마키아벨리주의, 과대성 나르시시즘, 사이코패스)과 인종 차별적, 성 차별적, 외국인 혐오적, 동성애 혐오적, 트랜스젠더 혐오적 견해를 가질 가능성이 더 높은 것 사이의 연관성을 보여주었다.

### 심리학 모델의 문제점
편견이 제한된 뇌 용량 때문에 사회적 분류를 단순화해야 할 필요성 때문에 진화했으며 동시에 교육을 통해 완화될 수 있다는 개념의 한 가지 문제점은 이 두 가지가 서로 모순된다는 것이다. 이 조합은 문제가 하드웨어 부족에 있으며 동시에 이미 너무 많은 소프트웨어로 과부하되었다고 말한 하드웨어에 더 많은 소프트웨어를 채워 넣음으로써 완화될 수 있다고 말하는 것과 같다. 남성의 외집단 남성에 대한 적대감이 지배와 공격성에 기반하고 여성의 외집단 남성에 대한 적대감이 성적 강요에 대한 두려움에 기반한다는 구분은 히틀러와 다른 남성 나치들이 집단 간 성관계가 살인보다 더 나쁘며 자신들을 영구적으로 파괴할 것이라고 믿었지만 전쟁 자체는 그러지 않을 것이라고 믿었다는 역사적 예시에 비추어 비판받는다. 즉, 진화 심리학이 여성적 관점이지 남성적 관점이 아니라고 여기는 외집단 남성 위협에 대한 견해이다.

## 편견의 유형
누군가에 대해 특이하거나 바람직하지 않다고 생각하는 어떤 특성 때문에 편견을 갖거나 선입견을 가질 수 있다. 편견의 몇 가지 일반적인 예는 인종, 성별, 국적, 사회적 지위, 성적 지향 또는 종교적 소속에 기반한 것이며, 어떤 주제에 대해서도 논란이 발생할 수 있다.

### 성정체성
트랜스젠더와 논바이너리 사람들은 그들의 출생 시 지정된 성별과 일치하지 않는 성별에 자신을 일치시키기 때문에 차별을 받을 수 있다. 그들의 선호하는 대명사를 사용하기를 거부하거나, 그들이 자신을 일치시키는 성별이 아니라고 주장하는 것은 차별로 간주될 수 있으며, 특히 이 차별의 피해자가 반복적으로 자신의 선호하는 정체성이 무엇인지 표현했을 경우 더욱 그렇다.
성정체성은 이제 보호받는 차별 범주로 간주된다. 따라서 이러한 차별의 심각한 사례는 일부 국가에서 형사 처벌이나 기소로 이어질 수 있으며, 직장은 성정체성에 기반한 차별을 방지해야 한다.

#### 성 차별
성 차별(性差別, 영어: sexism 섹시즘[*])은 사람의 성이나 젠더를 기반으로 한 편견 또는 차별이다. 성 차별은 누구에게나 영향을 미칠 수 있지만, 주로 여성과 소녀에게 영향을 미친다. 이는 성 역할과 고정관념과 연관되어 있으며, 한 성별이나 젠더가 다른 성별보다 본질적으로 우월하다는 믿음을 포함할 수 있다. 극단적인 성 차별은 성희롱, 강간, 기타 형태의 성폭력을 조장할 수 있다. 이러한 맥락에서 차별은 성정체성 또는 젠더나 성별 차이를 기반으로 사람들을 차별하는 것으로 정의된다. 이의 예시로는 직장 내 불평등이 있다. 성 차별은 젠더를 기반으로 한 형식적 평등의 위반을 의미하거나, 실질적 평등이라고도 불리는 젠더를 기반으로 한 결과 평등의 위반을 의미한다. 성 차별은 사회적 또는 문화적 관습과 규범에서 발생할 수 있다.

### 내셔널리즘
내셔널리즘은 공통된 문화적 특성에 기반한 감정으로, 인구를 결속시키고 종종 국가 독립 또는 분리주의 정책을 야기한다. 이는 한 국가의 사람들 사이에 "공유된 정체성"을 시사하며, 이는 집단 내의 차이를 최소화하고 집단과 비구성원 사이의 인지된 경계를 강조한다. 이는 국가 내에서 지위와 인종과 같은 차이에 기반한 불의가 존재하더라도, 국가 구성원들이 실제보다 더 많은 공통점을 가지고 있으며 "문화적으로 통일되어 있다"는 가정으로 이어진다. 한 국가와 다른 국가 간의 갈등 시기에 내셔널리즘은 논란의 여지가 있다. 왜냐하면 이는 국가 자신의 계층과 내부 갈등을 자연스러운 것으로 보이게 하여, 국가 자신의 문제에 대한 비판을 완충하는 역할을 할 수 있기 때문이다. 또한 특정 정치적 목표를 지지하기 위해 국가 국민을 결집하는 수단으로 작용할 수도 있다. 내셔널리즘은 일반적으로 국가 국민들 사이의 순응, 복종, 연대를 요구하며, 공적 책임감을 유발할 뿐만 아니라 외부인으로 간주되는 사람들을 배제하여 좁은 공동체 의식을 초래할 수 있다. 내셔널리스트의 정체성은 국가에 대한 충성심과 연결되어 있기 때문에, 이러한 충성심을 공유하지 않는 낯선 사람들의 존재는 적대감을 야기할 수 있다.

### 계급주의
계급주의는 Dictionary.com에서 "사회적 또는 경제적 계급 간의 구분에 대한 편향되거나 차별적인 태도"로 정의된다.
일부는 경제적 불평등이 사회와 능력의 불평등의 피할 수 없는 측면이며, 따라서 항상 지배 계급이 존재할 것이라고 주장한다. 일부는 또한 역사상 가장 평등주의적인 사회에서도 가치 기반 및 가치 기반 개별 지위에 따른 어떤 형태의 등급이 존재한다고 주장한다. 따라서 사회 계급의 존재는 사회의 자연스러운 특징이라고 믿을 수 있다. 계층은 유인원 및 기타 영장류와 같은 동물에서도 발견될 수 있다.
다른 이들은 그 반대를 주장한다. 인류학적 증거에 따르면, 인류가 존재했던 대부분의 시간 동안 인간은 토지와 자원이 개인적으로 소유되지 않고, 단지 동일한 혈연 기반 집단이나 부족 구성원들 사이에서 공통적으로 소유되는 방식으로 살았다. 또한, 혈연 중심이었기 때문에 사회적 계급이 발생했을 때에도 현재의 계급 시스템처럼 적대적이거나 적대적이지 않았다.

### 성차별
동성애 및 양성애와 같은 비이성애적 성적 매력을 가진 개인은 성적 지향 때문에 다른 사람으로부터 증오를 경험할 수 있다. 성적 지향에 기반한 이러한 증오에 대한 용어는 동성애 혐오이다. 그러나 특정 성적 지향에 대한 차별을 지칭하는 더 구체적인 용어는 양성애 혐오와 같은 다른 이름으로 존재한다.
사회 심리학자들이 생생함 효과라고 부르는, 특정하고 뚜렷한 특성만을 알아차리는 경향 때문에, 대다수 사람들은 동성애자들이 자신들의 성적 지향을 과시한다고 결론짓는 경향이 있다. 그러한 이미지는 그 생생함 때문에 쉽게 떠오르기 쉬워서 전체 상황을 평가하기 어렵게 만든다. 대다수 사람들은 동성애자들이 자신들의 성적 지향을 과시하거나 "너무 게이"라고 생각할 뿐만 아니라, 동성애자가 아닌 다른 사람들과 비교했을 때 동성애자나 레즈비언임을 쉽게 식별하고 분류할 수 있다고 잘못 믿을 수도 있다.
이성애자 특권이라는 개념은 사회에서 번성하는 것으로 알려져 있다. 연구와 설문지는 다수에게 맞춰져 있다. 즉, 이성애자에게 맞춰져 있다. 동화되거나 이성애적 기준에 순응하는 상태를 "이성애 규범성"이라고 하거나, 이성애가 주요하거나 유일한 사회적 규범이라는 이념을 지칭할 수 있다.
미국 법률 시스템에서 모든 집단이 항상 법에 따라 동등하게 간주되는 것은 아니다. 게이 또는 퀴어 패닉 방어는 피고인이 LGBT라고 생각한 사람에 대한 증오범죄를 변호하기 위해 변호사가 법정에서 사용하는 변호 또는 주장 용어이다. 논란은 변호사가 피해자의 소수자 지위를 그들에게 향한 범죄에 대한 변명 또는 정당화로 사용할 때 발생한다. 이는 피해자 비난의 한 예로 볼 수 있다. 이 변호의 한 방법인 동성애자 패닉 장애는 피해자의 성적 지향, 신체 움직임 패턴(걷는 방식이나 춤추는 방식 등), 또는 소수 성적 지향과 관련된 외모가 피고인에게 폭력적인 반응을 유발했다고 주장하는 것이다. 이는 입증된 장애가 아니며, 더 이상 DSM에서 인정되지 않으므로 의학적으로 인정되는 장애는 아니지만, 특정 폭력 행위를 설명하는 용어이다.
연구에 따르면 성적 지향에 따른 차별은 많은 노동 시장에서 강력한 특징으로 나타난다. 예를 들어, 연구에 따르면 미국에서 게이 남성은 이성애자 남성보다 10~32% 적게 벌고, 많은 노동 시장에서 성적 지향에 따른 고용 차별이 상당하다.

### 인종 차별
인종 차별은 신체적 특성이 문화적 특성을 결정하며, 인종적 특성이 일부 집단을 우월하게 만든다는 믿음으로 정의된다. 사람들을 인종에 따라 위계로 분류함으로써, 유전적 차이 때문에 다른 집단 간의 불평등한 대우가 정당하고 공정하다고 주장되어 왔다. 인종 차별은 신체적 특징이나 문화적 특성을 기반으로 식별될 수 있는 모든 집단에서 발생할 수 있다. 비록 사람들이 특정 인종으로 묶여 불릴지라도, 모든 사람이 그러한 범주에 깔끔하게 들어맞는 것은 아니므로 인종을 정확하게 정의하고 묘사하기 어렵다.

#### 과학적 인종주의
과학적 인종주의는 18세기에 번성하기 시작했으며, 찰스 다윈의 진화 연구와 아리스토텔레스와 같은 철학자들의 저술에서 얻은 아이디어에 크게 영향을 받았다. 예를 들어, 아리스토텔레스는 "자연적 노예" 개념을 믿었다. 이 개념은 계층의 필요성과 일부 사람들이 피라미드의 맨 아래에 속할 수밖에 없다는 점에 초점을 맞춘다. 인종주의가 역사에서 중요한 주제였음에도 불구하고, 인종이 실제로 존재하는지에 대한 논쟁은 여전히 남아있어 인종에 대한 논의는 논란의 여지가 있는 주제이다. 비록 인종이라는 개념이 여전히 논쟁 중이지만, 인종주의의 영향은 분명하다. 인종주의와 다른 형태의 편견은 사람의 행동, 사고, 감정에 영향을 미칠 수 있으며, 사회 심리학자들은 이러한 영향을 연구하기 위해 노력한다.

### 종교 차별
다양한 종교가 구성원들에게 다른 사람들에게 관용을 베풀고 연민을 가지라고 가르치지만, 역사를 통틀어 종교 집단에 대한 증오에서 비롯된 전쟁, 포그롬 및 기타 형태의 폭력이 있어 왔다.
현대 세계에서 서구의 교육받은 산업화된 부유하고 민주적인 국가의 연구자들은 종교와 편견 사이의 관계를 탐구하는 다양한 연구를 수행했으며, 지금까지 엇갈린 결과를 얻었다. 미국 대학생들을 대상으로 한 연구에서는 종교가 삶에 매우 큰 영향을 미친다고 보고한 학생들이 종교가 없다고 보고한 학생들보다 편견 비율이 더 높은 것으로 나타났다. 다른 연구에서는 종교가 편견에 관해서 사람들에게 긍정적인 영향을 미친다는 것을 발견했다. 이러한 결과의 차이는 개인들 사이의 종교적 관행이나 종교적 해석의 차이에서 비롯될 수 있다. 종교적 사건의 사회적, 정치적 측면에 더 초점을 맞추는 "제도화된 종교"를 실천하는 사람들은 편견이 증가할 가능성이 더 높다. 신자들이 자신의 신념에 헌신하는 "내면화된 종교"를 실천하는 사람들은 편견이 감소할 가능성이 가장 높다.

### 언어 차별
개인이나 집단은 오로지 언어 사용을 이유로 불공정한 대우를 받을 수 있다. 이러한 언어 사용은 개인의 모국어 또는 사람의 발화의 다른 특성, 예를 들어 억양 또는 방언, 어휘의 크기(복잡하고 다양한 단어를 사용하는지 여부), 그리고 통사론을 포함할 수 있다. 또한 한 언어 대신 다른 언어를 사용할 수 있는지 없는지 여부도 포함될 수 있다.
1980년대 중반, 언어학자 토베 스쿠트납-캉가스는 언어에 기반한 차별의 개념을 '언어주의(linguicism)'로 포착했다. 캉가스는 언어주의를 "언어를 기반으로 정의된 집단 간의 불평등한 권력 및 자원(물질적 및 비물질적 모두) 분배를 정당화하고, 실현하고, 재생산하는 데 사용되는 이념과 구조"로 정의했다.

### 신경학적 차별

#### 고기능
넓게 말하면, 비자폐인의 성격 및 행동 기대에 부합하지 않는 사람들에게 낮은 사회적 지위를 부여하는 것이다. 이는 진단 기준 밖에서 존재할 정도로 고기능이지만, 자신의 행동을 기존 패턴에 맞추기를 원하지 않거나(또는 할 수 없는) 사람들에게 '장애' 지위를 부여하는 것으로 나타날 수 있다. 이는 논란의 여지가 있고 다소 현대적인 개념이다. 다양한 학문적 접근 방식이 무엇이 정상성을 구성하는지, 해당 범주 내에서 허용 가능한 개인차의 정도, 그리고 무엇이 의학적 장애를 구성하는지에 대한 정확한 기준에 대해 상충되는 메시지를 내보내고 있기 때문이다. 이는 고기능 자폐증의 경우에 가장 두드러졌는데, 직접적인 인지적 이점이 사회 지능을 희생시키면서 나타나는 경우가 많기 때문이다.
차별은 주의력결핍 과잉행동장애나 양극성 스펙트럼 장애와 같이 병리학적 표현형을 지닌 다른 고기능 개인에게도 확대될 수 있다. 이러한 경우, 인지된 (또는 실제) 사회적으로 불리한 인지적 특성이 다른 영역, 특히 창의성과 확산적 사고에서 유리한 인지적 특성과 직접적으로 상관관계가 있다는 징후가 있으며, 이러한 강점들이 체계적으로 간과될 수 있다. "신경학적 차별"의 경우는 자신의 전문적 역량이 사회적 상호작용의 질로 판단될 수 있다는 기대에 있다. 이는 이러한 경우 고용 적합성에 대한 부정확하고 차별적인 척도가 될 수 있기 때문이다.
일부 전문가들이 이러한 고기능 극단을 인간 성격의 확장으로 재분류하려는 움직임이 있기 때문에, 이러한 집단에 대한 차별을 정당화하는 것은 편견의 정의에 정확히 부합할 것이다. 왜냐하면 그러한 차별에 대한 의학적 타당성이 불필요해지기 때문이다. 행동유전학과 신경과학의 최근 발전은 이를 매우 중요한 논의 주제로 만들었으며, 기존 프레임워크는 지난 10년간의 연구 결과의 강도를 수용하기 위해 상당한 개편이 필요하다.

## 다문화주의
심리학자 리처드 J. 크리스프와 로즈 밀디에 따르면, 인간은 사회 집단에 대해 범주적으로 사고하는 진화적 경향을 가지고 있으며, 이는 다문화 정책에 대한 대중적, 정치적 지지에 광범위한 영향을 미치는 인지 과정으로 나타난다. 그들은 다문화주의에 대한 일반적인 저항을 설명하는 사회적 다양성에 대한 인간 적응의 인지-진화적 설명을 제시하며, 편견 문제에 대한 개입 기반 해결책을 모색하는 학자와 정책 입안자들에게 재정립을 촉구한다.

## 편견 줄이기

### 접촉 가설
접촉 가설은 내집단과 외집단 구성원이 함께 모일 때만 편견이 줄어들 수 있다고 예측한다.
학자 토마스 페티그루와 린다 트롭은 집단 간 접촉이 어떻게 편견을 줄이는지 알아보기 위해 38개국 25만 명의 참가자가 참여한 515개 연구에 대한 메타분석을 수행했다. 그들은 세 가지 매개변인이 특히 중요하다는 것을 발견했다. 집단 간 접촉은 (1) 외집단에 대한 지식을 향상시키고, (2) 집단 간 접촉에 대한 불안을 줄이며, (3) 공감과 관점 수용을 증가시킴으로써 편견을 줄인다. 이 세 가지 매개변인 모두 매개 효과를 가졌지만, 지식 증가의 매개 가치는 불안 감소와 공감보다 약했다. 또한 일부 개인은 차별이 발생했을 때 이에 맞서는데, 연구에 따르면 개인은 자신에게 이점이 있다고 인식할 때 더 맞서는 경향이 있으며, 타인의 반응에 대해 우려할 때 덜 맞서는 경향이 있다.

### 직소 협동 학습
엘리엇 아론슨의 "직소" 교수법에는 편견을 줄이기 위해 충족되어야 하는 여섯 가지 조건이 있다. 첫째, 내집단과 외집단은 어느 정도 상호 의존성을 가져야 한다. 둘째, 두 집단 모두 공통의 목표를 공유해야 한다. 셋째, 두 집단은 동등한 지위를 가져야 한다. 넷째, 집단 간 비공식적이고 대인적인 접촉의 기회가 자주 있어야 한다. 다섯째, 내집단과 외집단 간에 여러 번의 접촉이 있어야 한다. 마지막으로, 평등의 사회 규범이 존재해야 하며 편견 감소를 촉진하기 위해 제시되어야 한다.

## 같이 보기
- 스테레오타이프
- 선입견
- 고정관념